# Holyoke, Massachusetts

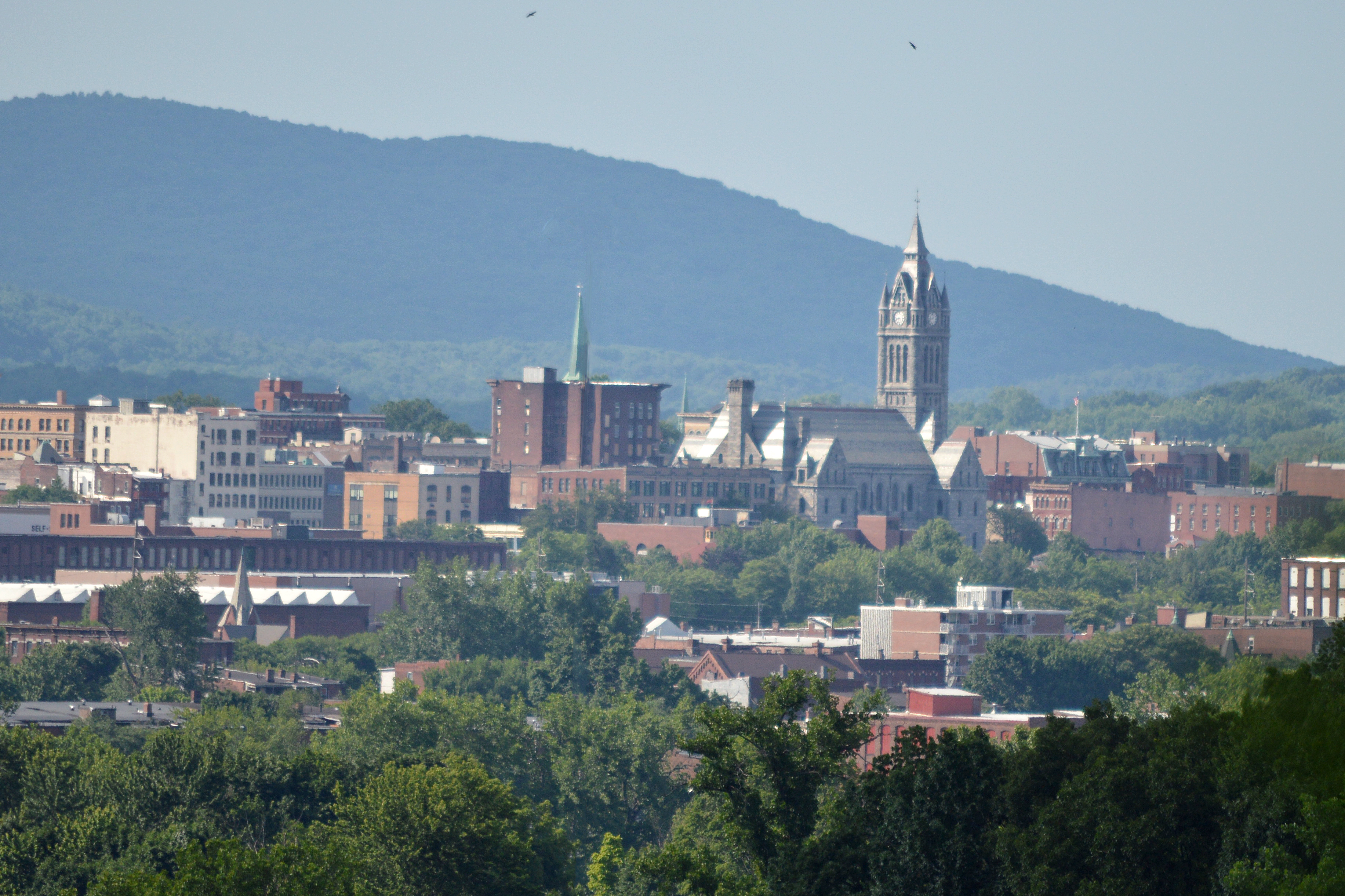

Holyoke, Massachusetts là một thành phố thuộc quận Hampden trong tiểu bang thịnh vượng chung Massachusetts, Hoa Kỳ. Thành phố có tổng diện tích km², trong đó diện tích đất là km². Theo điều tra dân số Hoa Kỳ năm 2010, thành phố có dân số 39.880 người.
Holyoke tọa lạc giữa bờ tây của sông Connecticut và dãy núi Tom Range. Với cự ly chỉ có 8 dặm về phía bắc của thành phố chính Springfield, Holyoke được coi là một phần của vùng đô thị Springfield - một trong hai vùng đô thị chính trong Thịnh vượng chung của tiểu bang Massachusetts. Thành phố của Holyoke được đặt tên cho Elizur Holyoke, một Springfielder người đầu tiên khám phá các khu vực vào năm 1664.
Holyoke là một trong những cộng đồng công nghiệp có quy hoạch đầu tiên tại Hoa Kỳ. Từ cuối thế kỷ 19 cho đến giữa thế kỷ 20, Holyoke là nơi sản xuất giấy lớn nhất thế giới. Holyoke hệ thống kênh đào phức tạp, một hệ thống kênh mương được xây dựng để giấy điện và nhà máy dệt, phân biệt từ các thành phố sông Connecticut. Holyoke có biệt danh Thành phố giấy do danh tiếng của nó như là sản xuất giấy lớn nhất thế giới.
Môn bóng chuyền được tạo ra ở Holyoke năm 1895. Sảng danh vọng bóng chuyền nằm ở đó.